# Hartwarder Friese

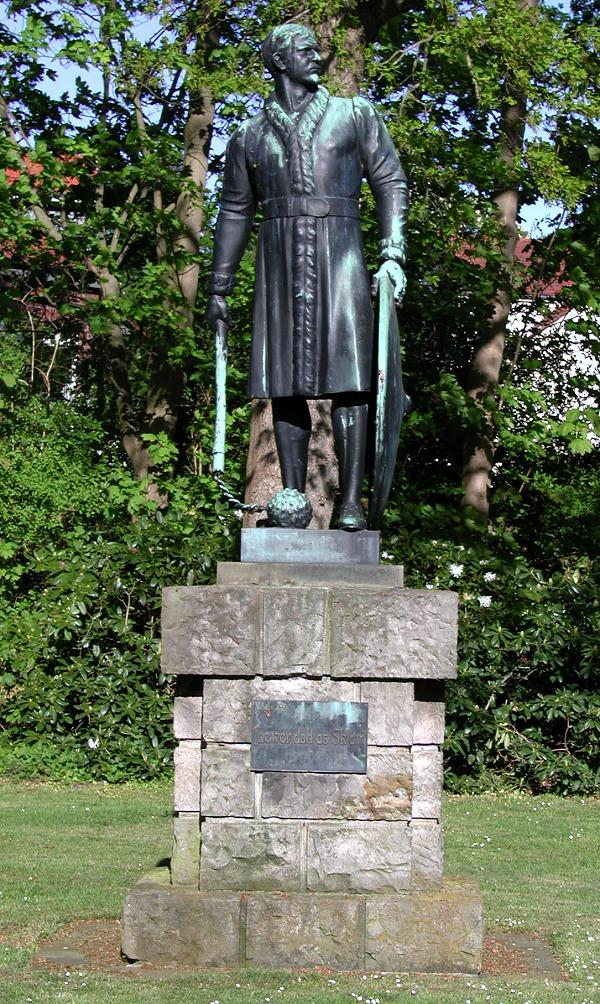
Hartwarder Friese

Der Hartwarder Friese ist ein bronzenes Denkmal in Rodenkirchen im Landkreis Wesermarsch, das 1914 zur Erinnerung an die Schlacht an der Hartwarder Landwehr im Jahre 1514 eingeweiht wurde.

## Entstehungsgeschichte
Die Idee zur Errichtung des Denkmals entstand 1900 im Rüstringer Heimatbund offenbar noch unter der Einwirkung von Hermann Allmers, 1910 wurde in Rodenkirchen ein Denkmalausschuss gegründet. Das Grundstück an der Butjadinger Heerstraße, der heutigen Friesenstraße, wurde von dem Rodenkirchener Bürger Georg Töllner zur Verfügung gestellt. Ein Spendenaufruf stammte von dem Historiker Gustav Rüthning. Danach sollte das Denkmal an den mutigen, aber angeblich durch Verrat verlorenen Kampf der Butjadinger und Stadlander Friesen gegen die Oldenburger Grafen und Braunschweiger Fürsten bei der Schlacht an der Hartwarder Landwehr erinnern und der Heldentod der Vorfahren den heutigen Jugendlichen als Vorbild dienen.
Die Ausschreibung für das Denkmal erging an die Bildhauer Professor Paul Peterich in Berlin und Emil Jungblut in Düsseldorf. 1912 entschied sich der Denkmalausschuss für den Entwurf von Jungbluth. Die Kosten beliefen sich auf rund 5.000,- Mark, die hauptsächlich durch Spenden und den Verkauf von Reproduktionen des Denkmalentwurfs wie z. B. Postkarten gedeckt wurden, aber auch durch beträchtliche Zuschüsse der Ämter Butjadingen und Brake.
Das in Bronze gegossene Denkmal besteht aus einem friesischen Krieger mit Rundschild und Morgenstern. Der oldenburgische Historiker und Archivar Georg Sello kritisierte allerdings schon den Entwurf als unhistorisch, da die friesische Bewaffnung seinerzeit aus einer langen Lanze, einem geraden Schwert und einem kleinen Lederrundschild bestanden habe. Das Denkmal trägt zwei Inschriften:
1. Zum Andenken an die Schlacht bei der Hartwarder Landwehr 1514. Errichtet vom Rüstringer Heimatbund 1914
2. Lewer dod as Sklav (Niederdeutsch: Lieber Tod als Sklave).

## Einweihung

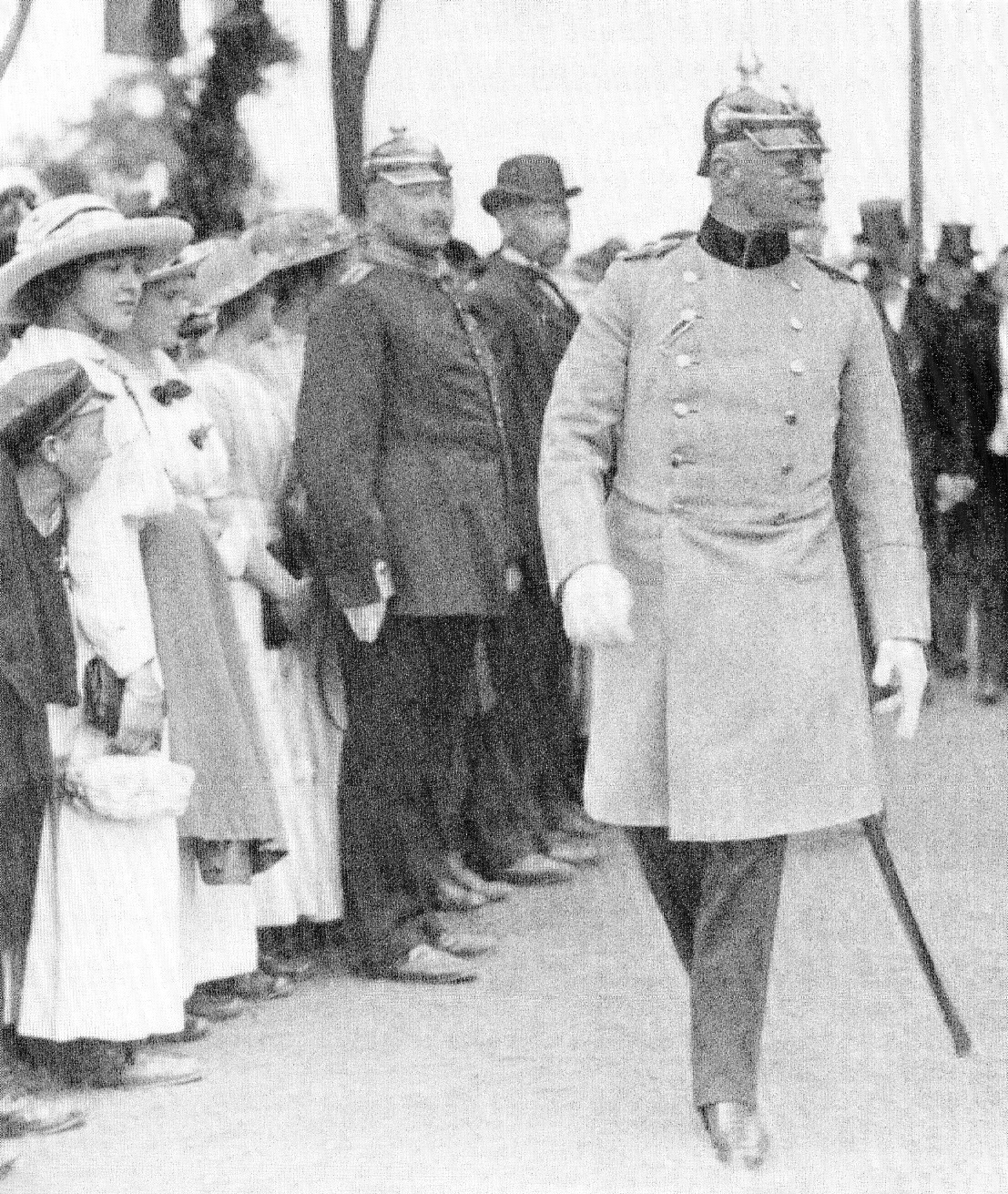
Großherzoglich Oldenburgischer Gendarm im Dienstanzug (Bildmitte). Rechts im Bild Großherzog Friedrich August. Aufnahme vom 21. Mai 1914 Rodenkirchen, Amt Brake, heute Landkreis Wesermarsch

Die Einweihung fand am Donnerstag, dem 21. Mai 1914 im Beisein des Landesherrn, Großherzog Friedrich August, und seines Sohnes, des Erbgroßherzogs Nikolaus, statt. Zum Gefolge gehörte unter anderem auch der oldenburgische Minister Hermann Scheer. In der Festrede wies der Vorsitzende des Heimatbundes, Friedrich Haller, ausdrücklich darauf hin, dass das Denkmal nicht gegen das oldenburgische Fürstenhaus gerichtet sei, doch sei es die Pflicht des Heimatbundes gewesen, den tapferen Vorfahren, die vor 400 Jahren den Heldentod gestorben seien, ein würdiges Denkmal zu errichten.
An der Einweihungsfeier nahmen rund 4000 Personen teil, die unter anderem mit fünf Sonderzügen der Großherzoglich Oldenburgischen Eisenbahn GOE angereist waren. Die Festrede sollte eigentlich von dem gebürtigen Oldenburger, nun an der Universität Heidelberg lehrenden Historiker Hermann Oncken gehalten werden, der jedoch kurzfristig absagen musste und durch Pastor Chemnitz aus Schweiburg vertreten wurde. Zum Abschluss der Feier wurde das Denkmal der Gemeinde Rodenkirchen übergeben.
Die ausführliche Presseberichterstattung über die Einweihung übernahm der Chefredakteur der Nachrichten für Stadt und Land, Wilhelm von Busch, persönlich, da er gebürtiger Butjadinger war und sich erkennbar mit der Idee des Denkmals identifizierte.